# Abel Andersson
Karl Abel Mauritz Andersson (i riksdagen kallad Andersson i Löbbo), född 15 juni 1887 i Villstads församling, Jönköpings län, död där 30 april 1964, var en svensk lantbrukare och socialdemokratisk politiker.
Andersson var ledamot av riksdagens andra kammare mandatperioden från 1925, invald i valkretsen Jönköpings län.